# Geniculospora
Geniculospora is een geslacht van schimmels dat behoort tot de familie Tricladiaceae van de ascomyceten. De typesoort is Geniculospora inflata.

## Soorten
Volgens Index Fungorum telt het geslacht twee soorten (peildatum maart 2022):
| Soortnaam             | Auteur(s)                                       | Publicatiejaar |
| --------------------- | ----------------------------------------------- | -------------- |
| Geniculospora grandis | Greath. ex Nolan                                | 1972           |
| Geniculospora inflata | (Ingold) Sv. Nilsson ex Marvanová & Sv. Nilsson | 1971           |